# جيمي أرمسترونغ
جيمي أرمسترونغ (بالإنجليزية: Jimmy Armstrong)‏ (6 سبتمبر 1901 في المملكة المتحدة - 1 يناير 1977) هو لاعب كرة قدم بريطاني (وحمل سابقاً جنسية المملكة المتحدة لبريطانيا العظمى وأيرلندا) في مركز الهجوم. لعب مع تشيلسي وتوتنهام هوتسبير ونادي بريستول روفيرز ونادي لوتون تاون.